# 14595 Peaker
14595 Peaker (1998 SW32) là một tiểu hành tinh vành đai chính được phát hiện ngày 23 tháng 9 năm 1998 bởi Spacewatch ở Kitt Peak.